# Tipula (Eumicrotipula) auricomata
Tipula (Eumicrotipula) auricomata is een tweevleugelige uit de familie langpootmuggen (Tipulidae). De soort komt voor in het Neotropisch gebied.